# Nuria Reigosa
Nuria Reigosa González (Pontevedra, 1972) es una diplomática española. Fue embajadora de España en la República de Níger (2020-2023).

## Carrera diplomática
Nació en Pontevedra en 1972. Su infancia transcurrió entre Vilalba y San Sebastián. Cuando contaba  doce años se trasladó con su familia a La Coruña. Tras licenciarse en Derecho en la Universidad de La Coruña, ingresó en la Escuela Diplomática (2003).
Ha estado destinada en las embajadas de España en Argel (Argelia, 2005-2007), Bucarest (Rumanía, 2007-2010), Ankara (Turquía, 2010-2012), y La Habana (Cuba, 2017-2020). Desde agosto de 2020 ejerce como embajadora de España en Niamey (República de Níger).
En el Ministerio de Asuntos Exteriores, Unión Europea y Cooperación (Madrid) ha desempeñado diversos cargos: primero como jefa de servicio de África Subsahariana (2003-2004), y África Occidental (2004-2005). Posteriormente fue subdirectora adjunta de África Subsahariana (2012), vocal asesora del Gabinete del ministro (2013-2014), jefa de gabinete del secretario de Estado de Asuntos Exteriores (2014-2017), y vocal asesora en la Subdirección General de Viajes y Visitas Oficiales (2017).